# یوسفعلی میرشکاک
یوسفعلی میرشکّاک (زادهٔ ۱۳۳۸) شاعر، نویسنده، و طنزپرداز است. او در دومین دوره جشنواره بین‌المللی شعر فجر در بخش امام و انقلاب برگزیده شده‌است. میرشکاک در طول سی سال اخیر در زمینه‌های گوناگونی فعال بوده‌است؛ از سرودن شعر و نگارش نقدهای ادبی تا نوشته‌های طنز و مقالات سیاسی و مذهبی و عرفانی. همکاری و همراهی او با سید مرتضی آوینی قابل توجه است.
میرشکاک از طایفه ساکی است. او از سال ۱۳۵۸ به‌طور جدی به سرودن شعر پرداخت و بیش از همه، متأثر از شاعرانی چون مهدی اخوان ثالث، منوچهر آتشی، محمدعلی معلم دامغانی، و بیدل دهلوی بوده‌است.

## اعطای گواهینامه درجه یک هنری
۱۵ تیر ۱۴۰۱ با حضور مدیران صندوق اعتباری هنر، گواهینامه درجه یک هنری در رشته «شعر» به یوسفعلی میرشکاک اعطا شد. 